# Othreis smaragdipicta
Othreis smaragdipicta är en fjärilsart som beskrevs av Walker 1857. Othreis smaragdipicta ingår i släktet Othreis och familjen nattflyn. Inga underarter finns listade i Catalogue of Life.